# السيلة (الصومعة)

تعديل مصدري - تعديل

السيلة هي إحدى قرى عزلة العروين بمديرية الصومعة التابعة لمحافظة البيضاء، بلغ تعداد سكانها 311 نسمة حسب تعداد اليمن لعام 2004.